# Happy End (film 1967)
Happy End è un film del 1967, diretto da Oldřich Lipský.
I costumi del film sono firmati dal premio Oscar Theodor Pištěk.
L'originalità del film risiede nel fatto di partire dalla fine (la condanna a morte tramite ghigliottina) e di procedere a ritroso nella vita del protagonista Bedrich, fino ad arrivare alla sua infanzia, con tanto di dialoghi al contrario e situazioni rovesciate; nonostante il ribaltamento della situazione, l'inserimento, in alcune scene, della voce fuori campo del protagonista permette al film di procedere secondo una logica curiosa ma ben delineata.

## Trama
Al momento della nascita, Bedrich Frydrych ha solo la testa; il resto del corpo gli viene attaccato con la ghigliottina. Subito dopo, viene inviato in un istituto per la sua formazione professionale; dopo aver imparato un mestiere, gli istitutori gli consegnano gli arti di una donna, allo scopo di ricomporli e crearsi una moglie. Gli viene garantita un'ottima abitazione, seppur in disordine, all'ultimo piano di un palazzo dove è libero di modellare la sua donna ideale, Julie; ma la sua "creazione" si dimostra molto scontrosa nei suoi confronti perché preferirebbe la compagnia di Ptacek, un giovanotto che arriva volando in casa loro e li aiuta a riassettare la casa. Ma Bedrich, che nel frattempo ha trovato lavoro come macellaio, nota come Ptacek e Julie sembrino un po' troppo affiatati e passino troppo tempo insieme, così decide di affogarlo in mare, tra gli applausi di tutti i bagnanti. Segue una tragedia nella famiglia dei due protagonisti: il loro figlioletto (esperto di contabilità) si rimpicciolisce fino a svanire nel nulla. Mentre il padre di Julie nasce dall'incubatrice, il matrimonio tra Bedrich e Julie non va affatto bene, così il marito, prima decide di restituire la verginità alla moglie, poi, il giorno seguente, entrambi gli sposi decidono di fare un pranzo d'addio in cui consegnano doni ricordo a tutti i partecipanti, tra la gioia dei genitori di Julie. Nei giorni successivi, Bedrich si convince di doverla ammazzare per liberarsene: prova ad impiccarla oppure gettarla sotto un treno, ma niente da fare, Julie non vuole morire. Così, giunge la soluzione radicale e ben accetta dalla moglie: condurla con dolcezza in un palazzo in fiamme, tra le grida e l'entusiasmo dei passanti. Bedrich è finalmente libero di godersi la vita insieme alla sua amichetta Cernovláska.

### In realtà...
Il piccolo Bedrich passa l'infanzia in compagnia dell'inseparabile amichetta Cernovláska, fino a diventare, crescendo, fidanzati. Di mestiere pompiere, il giovane Bedrich salva da un incendio la bella Julie: è colpo di fulmine tra i due. Bedrich decide di lasciare lavoro e fidanzata per lei, ma la ricchissima famiglia di Julie è contraria al loro matrimonio. Julie, per la disperazione, tenta più volte il suicidio (impiccandosi o lanciandosi sotto un treno), ma ogni volta Bedrich è lì pronto per salvare la sua amata. Decidono di sposarsi nonostante l'opposizione dei genitori della ragazza, che, dopo il matrimonio muoiono uno dopo l'altro per il dispiacere. Dopo la prima notte di nozze, a cui Julie era arrivata vergine, seguono alcuni anni felici, in cui i due sposi si godono la vita grazie alle sostanze dei di lei defunti genitori e mettono al mondo un bambino. Un giorno, durante una gita al mare, Bedrich salva eroicamente dall'annegamento il giovane Ptacek; tempo dopo Ptacek, Bedrich e Julie si incontrano fortuitamente; tra la donna e il giovane scocca la scintilla. Con il passare del tempo, le cose nella famiglia di Bedrich non vanno affatto bene: i soldi finiscono, il figlioletto ha il vizio di bruciare le bollette e i soldi, Julie e Ptacek si incontrano di nascosto, così Bedrich è costretto a trovarsi un umile lavoro come apprendista macellaio. Un giorno, Bedrich, dopo averli spiati a lungo, torna a casa e coglie Julie e Ptacek a letto insieme: scoppia il finimondo. La casa finisce devastata, Bedrich, in preda alla rabbia, spinge prima giù dalla finestra Ptacek, poi fa letteralmente a pezzi sua moglie con una mannaia. Radunati gli arti di Julie e rinchiusili in una valigia, Bedrich esce di casa con l'intento di sbarazzarsene, ma un poliziotto sospettoso lo arresta. Dopo aver aperto la valigia, la polizia rimane scioccata nel trovarvi dentro i pezzi di una donna e conducono l'omicida in prigione. Qui, in attesa della sentenza, Bedrich passa il tempo a cucire sacchi, finché il giudice non lo condanna a morte, tramite ghigliottina. Bedrich viene condotto al patibolo e gli viene inevitabilmente tagliata la testa.

## Produzione
Il film venne prodotto dalla Filmové studio Barrandov.